# البوسينيون والروبينيون

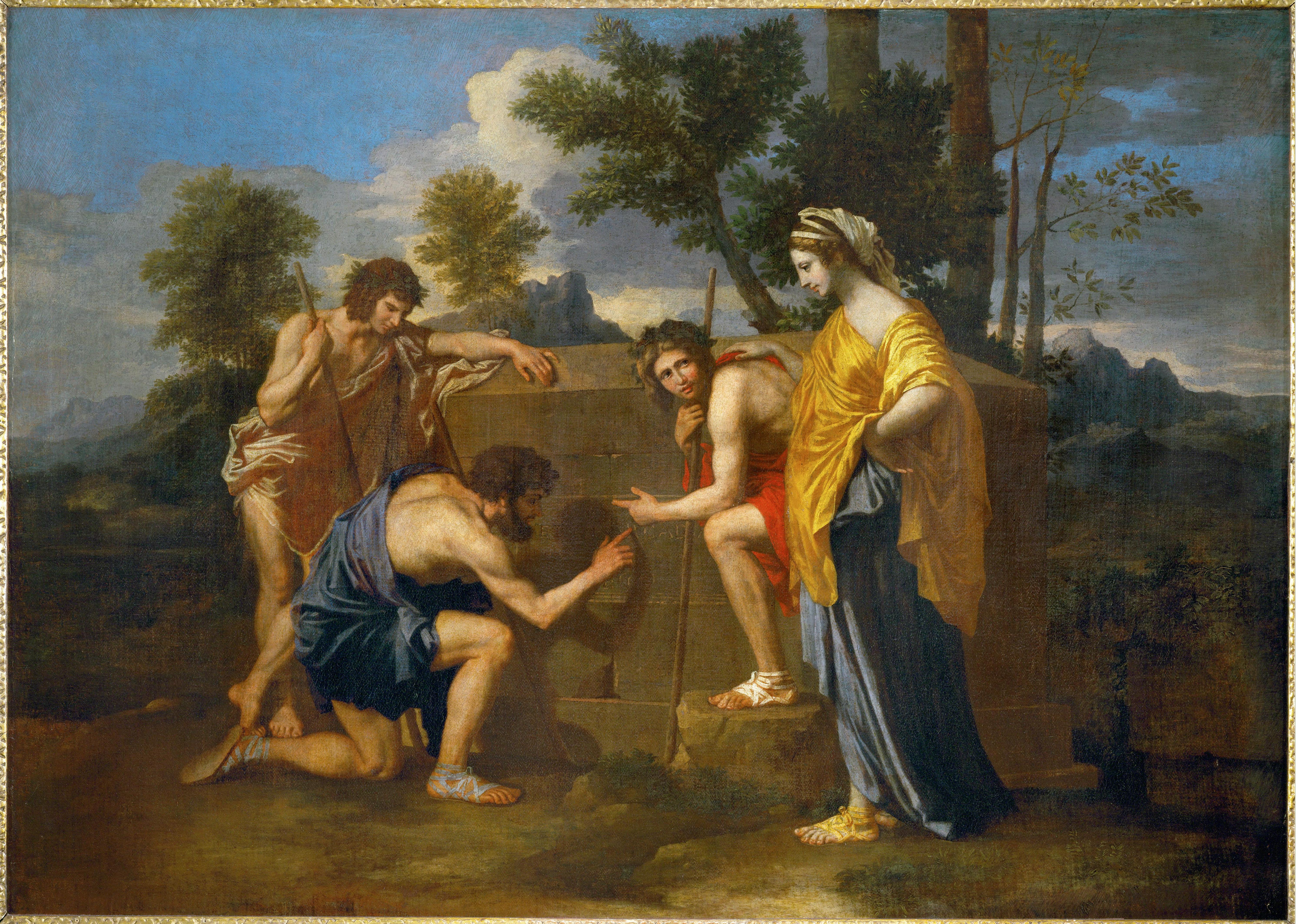
Poussin's Et in Arcadia ego (Les Bergers d’Arcadie), ، أواخر ثلاثينيات القرن السادس عشر..

البوسانيون والروبينيون أو نزاع اللون هو نقاش جمالي نشطه الرسامون في فرنسا في الربع الأخير من القرن السابع عشر.

## نبذة
في عام 1671 اندلع جدال مهم في الأكاديمية الملكية للرسم والنحت في باريس حول إذا ما كان الرسم أو اللون أكثر قيمة في اللوحات الفنية.كان الجانب الأول وقف البوسنيون وهم مجموعه من الفنانين الفرنسيين تم تسميتهم على اسم الرسام نيكولا بوسان، الذين آمنوا بأن الرسم أكثر أهمية. على الجانب الآخر كان هناك الروبينيون الذين سميو على اسم بيتر بول روبنس الذي أعطى الأولوية للألوان.
كان هناك نزعة قوميه كبيرة للنقاش حيث كان بوسان فرنسياً لكن روبنز كان فلمنكياً، على الرغم من أنه لم يكن أي منهم على قيد الحياة في ذلك الوقت.
بعد أكثر من أربعين عاما تم الوصول إلى الحل النهائي للقضية لصالح الروبينيون عندما تم قبول كتاب أنطوان واتو The Embarkation for Cythera كوسيلة الترحيب به من قبل الأكاديمية الفرنسية في عام 1717. بحلول ذلك الوقت كانت الركوكو الفرنسية على قدم وساق.

## التعليل
لقد آمن البوسنيون بالفكرة الأفلاطونية عن وجود الأشياء المثالية في العقل التي يمكن إعادة بنائها بشكل ملموس عن طريق : الاختيار، استخدام العقل، ومن عناصر الطبيعة. لقد كان اللون بالنسبة لبوسانيون الإضافة الزخرفية البحتة للشكل والرسم، واستخدم الخط لتصوير الشكل، وهو من أهم المهارات الأساسية للرسم. كان قائدهم ومدير الأكاديمية شارل لوبرون ( توفي عام 1690) وأبطالهم هم رفائيل وكارتشي وبوسان نفسه، الذين كانت أعمالهم الصارمة والرصينة مثالا على فلسفتهم. كانت محاكاتهم هي أشكال الفن الكلاسيكي. لقد كان. معاكسين الروبينيون (أنصار روبينس)، الذين اعتقدوا أن اللون وليس الرسم هو الأفضل باعتباره أكثر واقعية من الطبيعة.لقد اقتبسوا نماذجهم من أعمال روبنس الذي اعطى الأولوية للتصوير الدقيق للطبيعة على تقليد الفن الكلاسيكي. قال الروبينيون بأن فكرتهم عن الفن كان هدفها هو خداع العين من خلال تصوير الطبيعة. الرسم، وفقاً لاتباع روبنس، على الرغم من انه يستند إلى العقل، إلا أنه لم يستأنف سوى القليل من الخبراء في حين ان الألوان يمكن للجميع الاستمتاع بها. لذلك كان لأفكار الروبينيون دلالات سياسية ثورية لانها رفعت من مكانة الشخص العادي جددت الفكرة التي كانت سائدة منذ عصر النهضة الا وهي أن الرسم باعتباره فناً لبرالياً، لا يمكن أن يقدره إلا العقل المثقف.
في عام 1672 حاول شارل لو برون مستشار الأكاديمية الفرنسية واثقه وقف الخلاف بالقول رسميا بان وظيفه اللون هي إرضاء العينين، بينما وظيفه الرسم هي إرضاء العقل . لكنه فشل في إيفاقه هذا الخلاف واستمر الجدل في كتيبات روجر دي بايلز، والذي أيضا حدد الجدل في كتابة الصادر عام 1673باسم Dialogue sur le Coloris (حوار اللون).
كان هذا الجدال مماثل للجدال الذي حصل في إيطاليا في القرن الخامس عشر ولكن هو طابع فرنسي حيث كانت اهميه الرسم أحد المبادئ الاساسيه للاكاديميه الفرنسيه واي الهجوم عليها كان هجوماً افعالا في كل ما تمثله الاكاديميه. بما في ذلك وظائفها السياسيه لدعم الملك.
إلى حد ما كان الجدال يدور حول إذا ما كان من المقبول الرسم فقط من اجل ارضاء المشاهد دون اللجوء إلى الاغراض النبيله أو لتاريخ اللوحة.

## القرارات
تم تحقيق النجاح عندما تم انتخاب روجر دي بايلز عضوا في الأكاديمية الفرنسية في عام 1699. وكانت الاشاره الاخيره التي تدل على فوز الروبينيون عندما تم قبول The Embarkation for Cythera لانطوان واتو كوسيله الترحيب به في الاكاديميه عام 1717.
مع ذلك لم يكن قبول انطوان واتو كل ما يطمح اليه. عندما تقدم للانضمام إلى الاكاديميه لم تكن هناك فئه مناسبه لاعماله الاحتفالية، لذلك قامت الأكاديمية ببساطه بانشاء فئه خاصة به بدلا من رفض طلبه باسم رسام الاحتفالات الباسله . في حين ان هذا كان اعتراف بان واته هو المنشئ لهذه الفئة وكانت تلك علامه مهمه على قبوله وأسلوبه في الرسم. يعتبر واتو من اعظم فناني الروبينيون. أيضا من بين أنصار روبنز المهمين فرانسو باوتشر وجان اونوريه فراغونارد. استفاد جان بابتيست سيميون شاردان من الاهتمام الجديد الذي تم العثور عليه في رسم الحياة الساكنة والرسم الفني.

## الأهمية
تم النظر إلى الجدل والتطور المتداخل للروكوكو في فرنسا في القرن الثامن عشر على أنه شكل من أشكال الأحياء. أشار مايكل ليفي إلى انه خلال القرن السابع عشر تم تأسيس الفئات الجديدة من الرسوم، تصميم الحدائق والمنتزهات. وبالتالي فإن جدال الروبينيون كان بمثابة إحياء للتقاليد الحالية ودعوة إلى مزيد من الانضباط في الرسم.
حدث هذا الجدال أيضا خلال بداية عصر التنوير ووجد أنصار روبنس الدعم في مقال جون لو بشأن الفهم الإنساني(1690)، والذي قال ان جميع الافكار مستمدة من التجربة وان أياً منها لم يكن فطرياً. لاحظ جان بابتيست دوبوس ان ما يتم فهمه من خلال العقل يتضاءل مقارنة بما يتم إدراكه من خلال الحواس.